# Рассыпное (Оренбургская область)
Рассыпно́е — село в Илекском районе Оренбургской области.
Село образует сельское поселение Рассыпнянский сельсовет.

## География
Рассыпное расположено северо-восточнее районного центра — села Илек, на расстоянии 40 км (по дорогам).
Изначально село располагалось на правом берегу Урала, однако несколько лет назад[когда?]

 река сменила своё русло, оставив у села только малопроточный рукав.

## Палеонтология
На восточной окраине села Рассыпного, на правом склоне балки Маячной в месте слияния с балкой Средней находится один из самых известных палеонтологических памятников области — Рассыпнянское кладбище псевдокрокодилов, где были найдены кости и целые скелеты псевдозухий (псевдокрокодилов). В засушливые периоды в этих озёрах обитали древние рептилии и амфибии, которые погибли при полном высыхании водоёмов.
В отложениях раннего триасового периода (верхнеоленёкский подъярус) села Рассыпного найдены ископаемые образцы темноспондильной амфибии Parotosuchus orenburgensis.

## История
Село получило своё название по бывшей здесь крепости Рассыпной, которая находилась на Оренбургской линии, основанной в 1742 году. В одной из ранних работ начала XIX века в описании губернии, сделанном Иосифом Дебу, указывается, что крепость названа так по местному лесу — «рассыпному», растущему в буераках. Первые жители на урочище построили укрепление между двумя глубокими оврагами. То место современного села, где изначально было возведено укрепление, до сих пор зовётся «крепостью».
В 1742 году черкасы из Илецкого городка во главе с атаманом Андреем Светличным перешли на урочище Рассыпное и основали здесь посёлок. В 1743 году на черкас, работавших на полях, напали казахи и увели в плен 82 человека. На место ушедших черкас была поселена рота драгун и солдат, а позже казаки. В год начала Пугачевского восстания в крепости насчитывалось уже 70 дворов. В 1773 году, комендантом крепости Рассыпной был секунд-майор Иван Фёдорович Веловский, крепость была захвачена, а за сопротивление бунтовщикам Пугачёва он был ими изрублен, в другом источнике указано что повешен.
Административно входило в состав Оренбургского уезда.

## Население
| 2010 | 2012 | 2013 | 2014 | 2015 | 2016 | 2017 |
| ---- | ---- | ---- | ---- | ---- | ---- | ---- |
| 786  | ↘759 | ↘748 | ↘741 | ↘720 | ↘708 | ↘686 |
| 2018 | 2019 | 2020 | 2021 |      |      |      |
| ↘667 | ↘655 | ↘622 | ↘602 |      |      |      |

## Известные люди
- Воронин, Михаил Феоктистович (1877—1935) — военачальник Белого движения.
- Калугин, Николай Климентьевич (1922—2006) — советский и российский педагог.